# Chris and Cosey
Chris and Cosey (stylisé Chris & Cosey) est un groupe britannique de musique industrielle. Il est formé en 1981 et se compose de deux partenaires : Chris Carter et Cosey Fanni Tutti, tous deux anciens membres du groupe pionnier de la musique industrielle Throbbing Gristle.

## Histoire

### Débuts
À la séparation de Throbbing Gristle en 1981, Carter et Tutti signent chez Rough Trade Records et commencent à se produire sous le nom de Chris and Cosey. Ils enregistrent quatre albums sous ce label, en utilisant des machines électroniques, des techniques de sample, la voix de Cosey et divers instruments. En 1983, ils fondent leur propre label, Conspiracy International (aussi connu comme CTI), afin d'éditer des travaux et des collaborations dans une veine plus expérimentale. Les premiers projets de CTI, Elemental 7 et European Rendezvous, sont publiés à travers le label DoubleVision de Cabaret Voltaire.
À la croisée des années 1980 et 1990, le duo travaille avec un certain nombre de labels indépendants comme Nettwerk (Canada), Play It Again Sam (Belgique), Staalplaat (Pays-Bas), Wax Trax! (États-Unis) et World Serpent Distribution (Royaume-Uni). En 1992, le groupe cesse ses tournées et se consacre à son travail en studio. Il se tourne à nouveau vers la scène en 1998, comme en témoigne l'album Union.
Le groupe a collaboré avec des artistes comme Monte Cazazza, Coil, Current 93, John Duncan, Erasure, Eurythmics, Boyd Rice et Robert Wyatt. L'album Core de 1988 est une compilation de ce type de collaborations.
Carter et Tutti sortent[Quand ?] deux séries de CD illustrant leurs travaux de musique expérimentale en cours : The Library of Sound (L.O.S.) et Electronic Ambient Remixes (E.A.R.) ; à l'heure actuelle[Quand ?] quatre volumes de chaque série sont publiés. La série E.A.R. correspond à des travaux réalisés en solo par Carter ou Tutti.

### Depuis 2000
Pour célébrer le nouveau millénaire, le projet Chris and Cosey est rebaptisé Carter Tutti et de nouvelles séries de concerts sont effectuées ; on les retrouve dans l'album live LEM Festival October 2003. La renaissance est complétée avec la sortie de l'album studio Cabal l'année suivante. Ils apparaissent également en tant qu'invités sur l'album de Current 93 Black Ships Ate the Sky. Ils s'impliquent également tous deux dans la reformation de Throbbing Gristle, avec tous ses membres originaux, en décembre 2004 au festival All Tomorrow's Parties et enregistrent trois nouveaux albums studio, TG Now (2004), Part Two (2007) et The Third Mind Movements (2009), inspiré des recherches de John Cage, William S. Burroughs et Brion Gysin.
À partir de 2011, Carter et Tutti entament une collaboration avec la musicienne Nik Colk Void, pour un concert en 2011 à l'invitation de Mute records,. Ce trio publie trois albums sous le nom de Carter Tutti Void.

## Discographie
(août 2024).

### Albums studio
- 1981 : Heartbeat (Rough Trade)
- 1982 : Trance (Rough Trade)
- 1984 : Songs of Love & Lust (Rough Trade)
- 1985 : Techno Primitiv (Rough Trade)
- 1985 : Sweet Surprise EP (avec Eurythmics)
- 1986 : Take Five EP (Nettwerk)
- 1987 : Exotika (Nettwerk/Play It Again Sam)
- 1987 : Allotropy (Staalplaat)
- 1989 : Trust (Nettwerk/Play It Again Sam)
- 1990 : Pagan Tango (WaxTrax!/Play It Again Sam)
- 1993 : Muzik Fantastique! (Play It Again Sam)
- 1995 : Twist (T&B Vinyl)
- 1996 : Skimble Skamble (CTI)
- 1998 : Union (CTI, album live)
- 2003 : C&C Luchtbal (CTI, album live)

### Compilations
- 1989 : Collectiv One: Conspiracy International (Play It Again Sam)
- 1989 : Collectiv Two: The Best of Chris and Cosey (Play It Again Sam)
- 1990 : Collectiv Three: An Elemental Rendevous (Play It Again Sam)
- 1990 : Collectiv Four: Archive Recordings (Play It Again Sam)
- 1990 : Reflection (WaxTrax!)
- 2001 : The Essential Chris & Cosey Collection (CTI)
- 2006 : Collected Works 1981-2000 (CTI)

### Sous CTI
- 1998 : Core (Nettwerk/Play It Again Sam)
- 1993 : Metaphysical - "The library of sound" Edition One (CTI)
- 1994 : Chronomanic - "The library of sound" Edition Two (CTI)
- 1995 : In Continuum - "The library of sound" Edition Three (CTI)
- 1998 : Point Seven - "The library of sound" Edition Four (CTI)

### Sous Carter Tutti
- 2004 : LEM Festival October 2003 (Gliptoteka Magdalae, album live)
- 2004 : Cabal (CTI)
- 2007 : Feral Vapours Of The Silver Ether (CTI)
- 2015 : Carter Tutti Plays Chris & Cosey (CTI)

### Clips
- 1983 : European Rendezvous (DoubleVision)
- 1984 : Elemental 7 (DoubleVision)